# Невью, Дэвид
Дэвид Невью (англ. David Nevue) — американский композитор и пианист.

## Биография
Дэвид Невью родился в 1965 году в США, в городе Норт-Бенд (North Bend), штата Орегон. Дэвид начал заниматься игрой на фортепиано в возрасте 12 лет. Его любимыми классическими композиторами являются Шопен, Дебюсси, Лист, Равель, Рахманинов.
Помимо музыки, Дэвид любит автомобильные гонки, боулинг, футбол и прогулки в лесу. Он женат и имеет двух детей.

## Дискография
- 1992 The Tower
- 1995 While the Trees Sleep
- 1997 The Last Waking Moment
- 1999 The Vigil
- 2001 Whisperings: The Best of David Nevue
- 2001 Postcards from Germany
- 2003 O Come Emmanuel
- 2004 Sweet Dreams & Starlight
- 2005 Overcome
- 2007 Adoration: Piano Hymns
- 2009 Revelation: Prayer & Worship
- 2011 A Delicate Joy
- 2012 Awakenings: The Best of David Nevue (2001-2010)
- 2013 Open Sky
- 2015 Winding Down
- 2019 In the Soft Light of Grace